# Max Saegesser
Max Saegesser (* 16. Februar 1902 in Langenthal; † 17. Oktober 1975 in Bern) war ein Schweizer Chirurg.
Max Saegesser erwarb die Matura in Bern, studierte in Genf und Zürich Medizin und promovierte 1927 in Basel. 1935 wurde er in Bern Privatdozent für Chirurgie. 1937 war Saegesser Chefarzt im Bezirksspital Frutigen. 1947 wurde er in Bern ausserordentlicher Professor. 1971 wurde er ordentlicher Professor, 1973 wurde er emeritiert. Zwischenzeitlich hatte er eine Gastprofessur in Tucson.
Nach Sagesser ist das Saegesser-Zeichen benannt, ein klinisches Zeichen einer Verletzung der Milz. Saegessers Lehrbuch der speziellen chirurgischen Therapie erschien in elf Auflagen und ist in mehrere Sprachen übersetzt worden.

## Schriften (Auswahl)
- Das Panaritium. Berlin, Springer, 1938 doi:10.1002/bjs.18002710537
- Der Kropf und seine Behandlung. Stuttgart : Enke, 1938; Schriftenreihe: Vorträge aus der praktischen Chirurgie, 22. 72 Seiten
- Schilddrüse, Jod und Kropf : klinische und experimentelle Untersuchungen : mit 20 Abbildungen. Basel : Schwabe, 1939. Helvetica medica acta. Supplementum. Number 4 (volume 6,2 1939) doi:10.1002/ardp.19402781232
- Spezielle chirurgische Therapie. Huber, 1957. 11., komplett überarbeitete Auflage 1996. ISBN 978-3456827520
- Der Ulkus-Magen. Pathophysiologische und chirurgische Probleme. Huber, 1966. 172 Seiten.
- Allgemeine Chirurgie. 1967.
- Allgemeine Chirurgie. Ein Lehrbuch für Studierende und Ärzte. Göttingen, H. Huber, 1993. 411 Seiten. ISBN 978-3456001760